# Snavlunda
Snavlunda ist eine Ortschaft (Småort) in der schwedischen Provinz Örebro län, der im Nord der Gemeinde Askersund liegt.

## Geografie und Geschichte

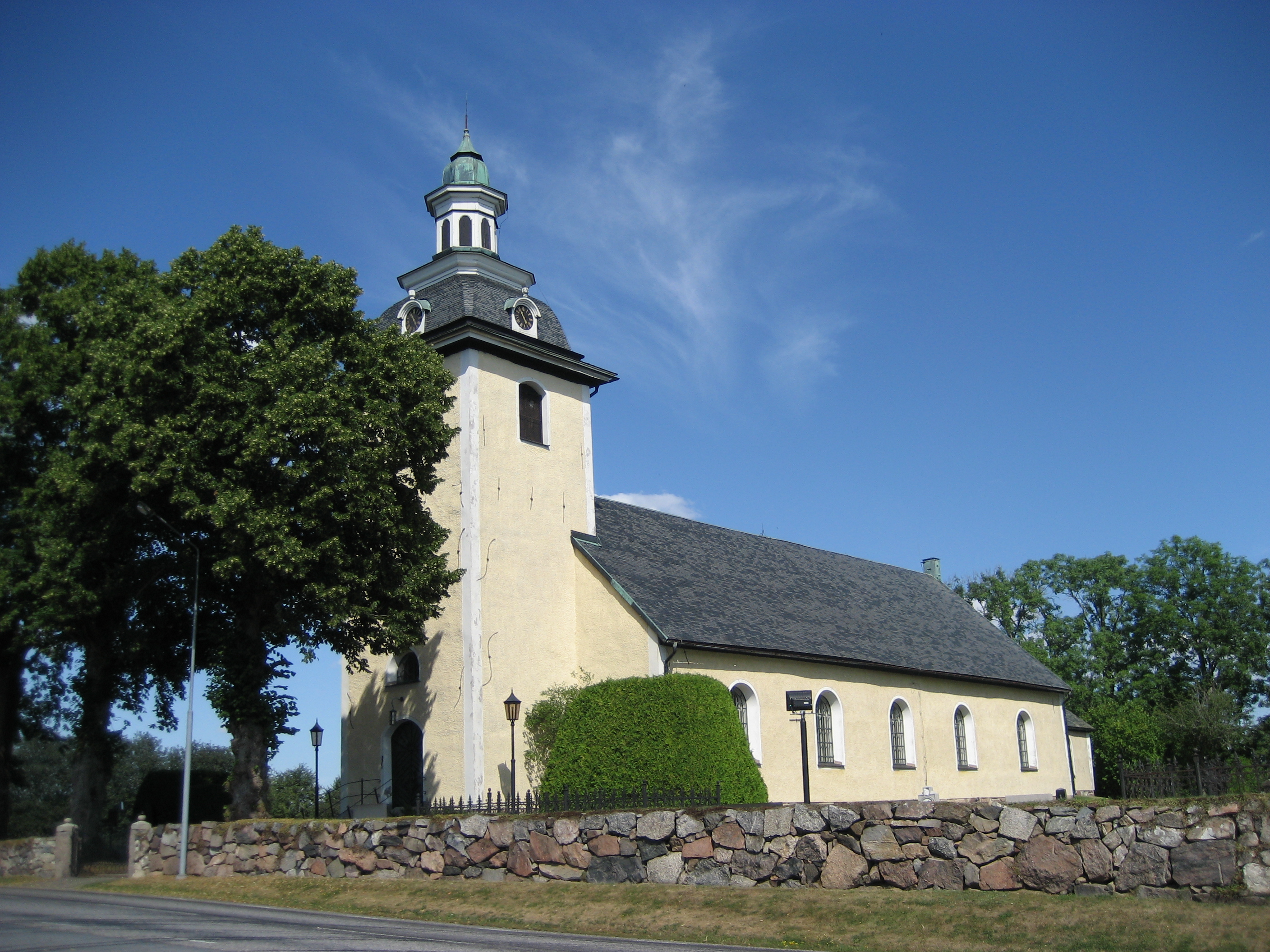
Die 1767 eingeweihte Kirche Snavlunda kyrka

Snavlunda liegt in Zentralschweden im Süden der Provinz Örebro län zirka neun Kilometer nördlich von Askersund, dem Hauptort der gleichnamigen Gemeinde.
Auf dem Gebiet der Ortschaft finden sich Rösen und Steinsetzungen aus der Eisenzeit. 
Snavlunda war bis 1962 Sitz eines eigenen Pastorats, das 1595 aufgeteilt wurde, in dem das Pastorat Lerbäck abgespalten wurde. In diesem ging das in Snavlunda beheimatete Pastorat wieder auf.

Im Zuge der Kommunalreform von 1862 mit der Einführung einer ersten schwedischen Gemeindeordnung wurde Snavlunda der Gemeinde Lerbäck zugeordnet. Diese wurde im Zuge der Modernisierung der kommunalen Verwaltungsstruktur zwischen 1952 und 1971 reformiert und letztlich mit dem Übergang in die Gemeinde Askersund aufgelöst.